# Analisi conversazionale
L'analisi della conversazione oppure analisi conversazionale è lo studio scientifico dell'interazione verbale realizzato secondo l'approccio dell'etnometodologia.

## Metodo
Iniziata dagli studi di Harvey Sacks, Emanuel Schegloff e Gail Jefferson, studia le dinamiche della conversazione aiutandosi con una registrazione e una successiva trascrizione: sulla base di quest'ultima si sviluppa l'analisi ricercando una struttura nell'interazione verbale.
L'analisi conversazionale ebbe i suoi maggiori sviluppi verso la fine degli anni settanta, sulla scia del progresso della tecnica che permetteva di registrare le conversazioni senza l'ausilio di enormi infrastrutture tecniche. Contribuì considerevolmente allo sviluppo della linguistica pragmatica dato che, a differenza di rami come la teoria degli atti linguistici, non si limitava a lavorare in ambiti assai ristretti come potevano essere quelli di "frase", "domanda" oppure "risposta". L'analisi conversazionale mette invece in luce l'interazione verbale considerata in tutta la sua pienezza. Fanno parte della trascrizione anche le annotazioni di fenomeni non strettamente linguistici come le esitazioni, i ripensamenti e altre manifestazioni significative come possono essere interruzioni o risate.

## Nozioni
Alcuni concetti base dell'analisi conversazionale sono i seguenti.

### Turno conversazionale
Gli interventi dai singoli locutori, prodotti in genere ad alternanza, si articolano in turni. Il cambio di turno è regolato da meccanismi assai sofisticati. Non è infatti influenzato soltanto dai contenuti di un enunciato o dalla sua struttura logica, ma anche da fattori come il tono di voce e il contatto visivo (infatti, la gestione dei turni è particolarmente difficile al telefono). La gestione è inoltre variabile da cultura a cultura: ad esempio, la conversazione mediterranea è meno lineare e più ricca di interruzioni di quella nelle lingue germaniche. I turni possono sovrapporsi o assumere un andamento irregolare.

### Coppia adiacente
I singoli enunciati tendono a raggrupparsi in altre unità di ambito maggiore: per fare un esempio, la coppia domanda-risposta è una tra le manifestazioni più semplici: è una cosiddetta coppia adiacente. Forma coppie adiacenti anche la successione di enunciati come chiamata e risposta, offerta e relativa reazione, oppure richiesta di scuse ed accettazione o rifiuto. Le coppie adiacenti si basano su un meccanismo semplice di azione e reazione, che durante lo sviluppo della conversazione viene di solito riconosciuto come tale e quindi facilita la gestione dei turni conversazionali. 

### Sequenza
I diversi turni conversazionali vengono raggruppati in unità logiche che possono durare quindi per molti turni. Le sequenze si possono dividere a seconda della loro funzione in sequenze di apertura, sequenze di chiusura eccetera. Le sequenze di conversazioni tendono non di rado a riprodurre strutture tipiche. Locuzioni come bene, allora o cara X possono ad esempio marcare l'inizio di una sequenza di chiusura, se l'interlocutore si dichiara implicitamente o esplicitamente d'accordo.

### Negoziazione
L'approccio conversazionale ha potuto dimostrare che l'oggetto e le modalità della conversazione sono in buona parte oggetto di negoziazione, dato che i partecipanti si mettono in un qualche modo d'accordo sull’argomento del discorso: ciò avviene con relative sequenze all'inizio dell'interazione tra soggetti.

### Riparazione
Molti fenomeni di disturbo della conversazione (incomprensioni, errori) si verificano inevitabilmente e sono fenomeni perfettamente normali che vengono risolti semplicemente parlando, ricorrendo a semplici rimedi: questi vengono detti interventi di riparazione. Possono essere iniziati dal locutore stesso o dall'interlocutore.